# Jan Kleingeld
Jan Kleingeld (Dordrecht, 2 april 1954) is een Nederlands beeldend kunstenaar en grafisch vormgever.

## Biografie
Kleingeld studeerde van 1972 tot 1977 aan de Academie voor Beeldende Kunsten Sint-Joost in Breda. Nu woont en werkt hij in de Nederlandse stad Leiden. Hij deelde een studio met fotograaf Marc de Haan en grafisch ontwerper Karin van Iterson onder de groepsnaam hakijk. Na een herseninfarct is hij zich gaan richten op een voor hem nieuwe uitingsvorm, de aquarel. In september 2016 exposeerde hij een serie kleine aquarellen met hoofden en natuurlijke vormen als onderwerp. Januari 2018 was een serie aquarellen te zien tijdens een groepstentoonstelling in het CBK Zuidoost Amsterdam onder de naam 'Het Haperende Lichaam'. en in september 2018 toont Kleingeld nieuw werk tijdens de Kunstroute Leiden in het Nieuwe Energie gebouw te Leiden. Het onderwerp van zijn werk transformeert van hoofden naar naakte lichamen die langzaam in beweging komen of als verlamd in het blad gevangen zijn.

## Werk
In Leiden zijn diverse werken van Kleingeld te vinden; buiten Leiden heeft hij projecten gerealiseerd in onder meer Leeuwarden, Rotterdam, Schiedam, Vlaardingen, Nijmegen, Amsterdam en Den Haag. Een selectie uit het werk van Jan Kleingeld in de openbare ruimte.
- Wind - water - lucht, Hoge Rijndijk Leiden (Wilhelminabrug), 1987
- Ligplaats MS Hope en MS Fortune, Rijnsburgerweg Leiden (fietstunnel bij Station Leiden Centraal), 1993
- Wie zoekt wat zich hier laat vinden zal blijven, Boisotkade 2a Leiden (Gemeentearchief), 1995
- So Let Love Grow, Hortus Leiden, 2002 (tijdelijk)
- Burgemeestersraam, stadhuis Leiden, 2003
- lettertype en namen opbouw van het "Monument voor de Omgekomen Katwijkse Zeelieden" op de Boulevard te Katwijk aan Zee,  2005
- Heen en weer, Warmonderbrug Leiden, 2005
- Hier kom ik weg, viaduct wegvak Peelo-Zuid Assen, 2010[4]
- Universiteit Leiden en Leiden University, Academiegebouw Leiden, 2010[5]
- Tot hier, Rijswijk, aan de Gelderse kant van de Lek, naast het veer naar Wijk bij Duurstede, 2014[6][7][8]

### Fotogalerij

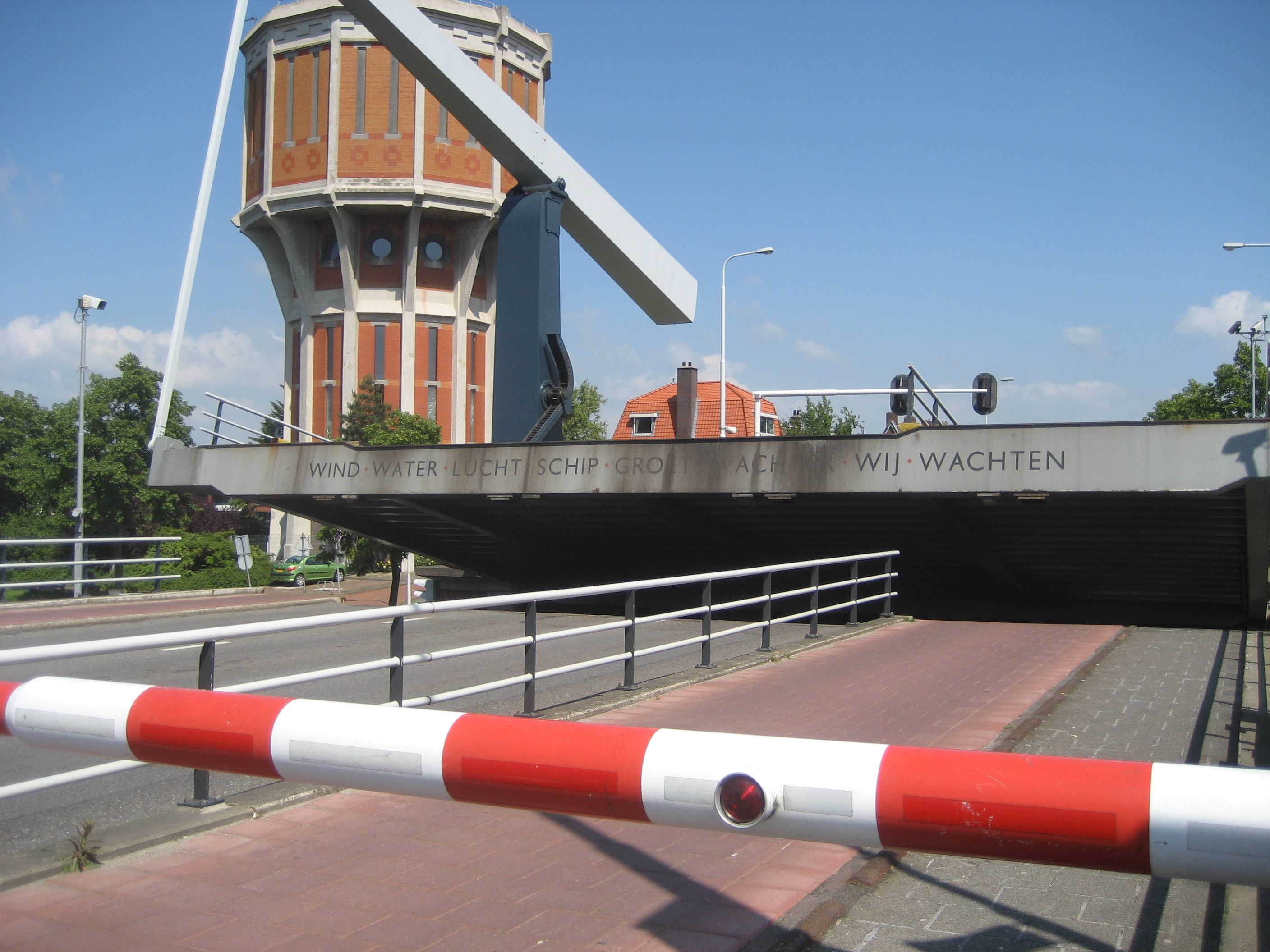
Wind - water - lucht - schip - groet - wachter - wij - wachten (1987), Leiden
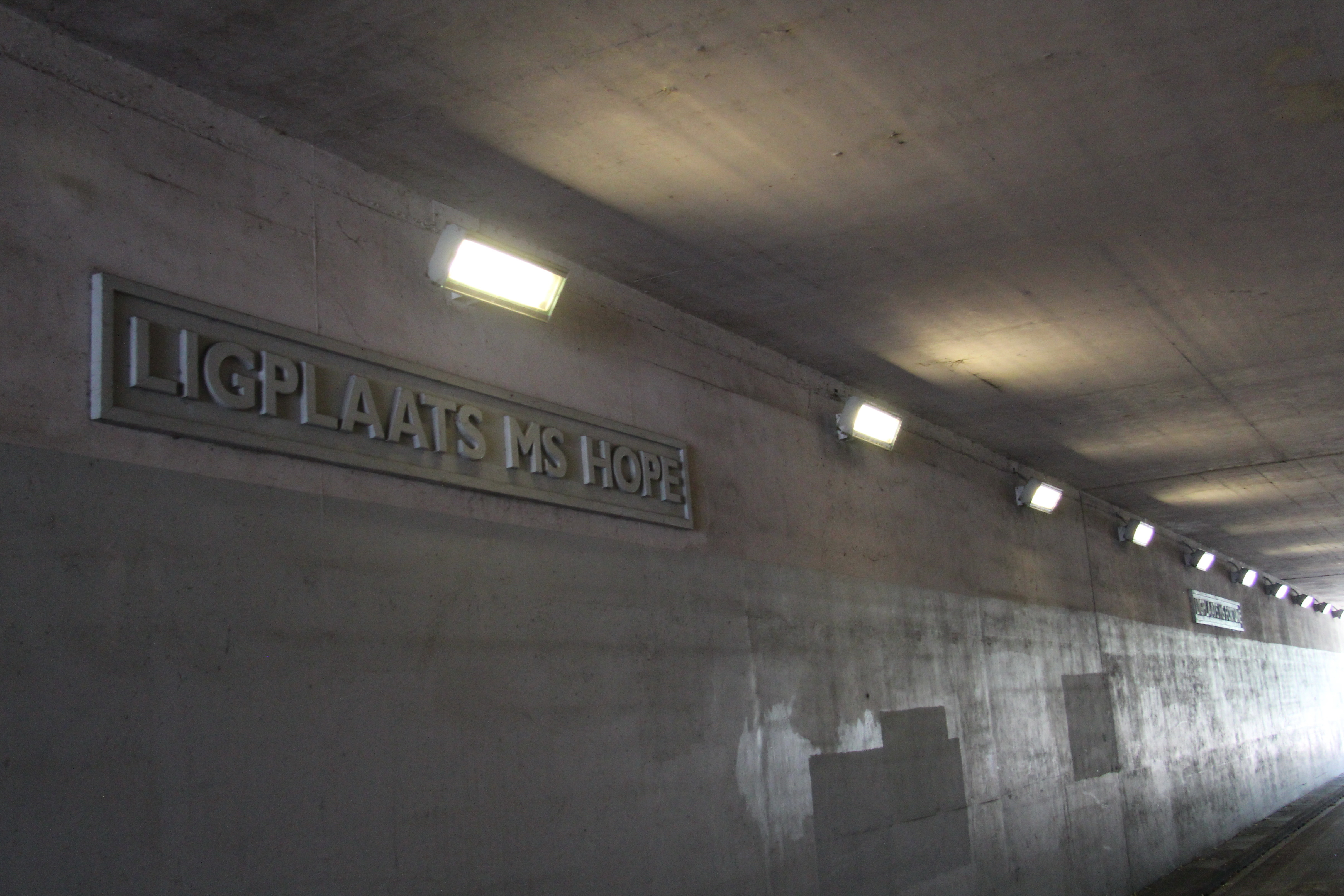
Ligplaats MS Hope en MS Fortune (1993), Leiden
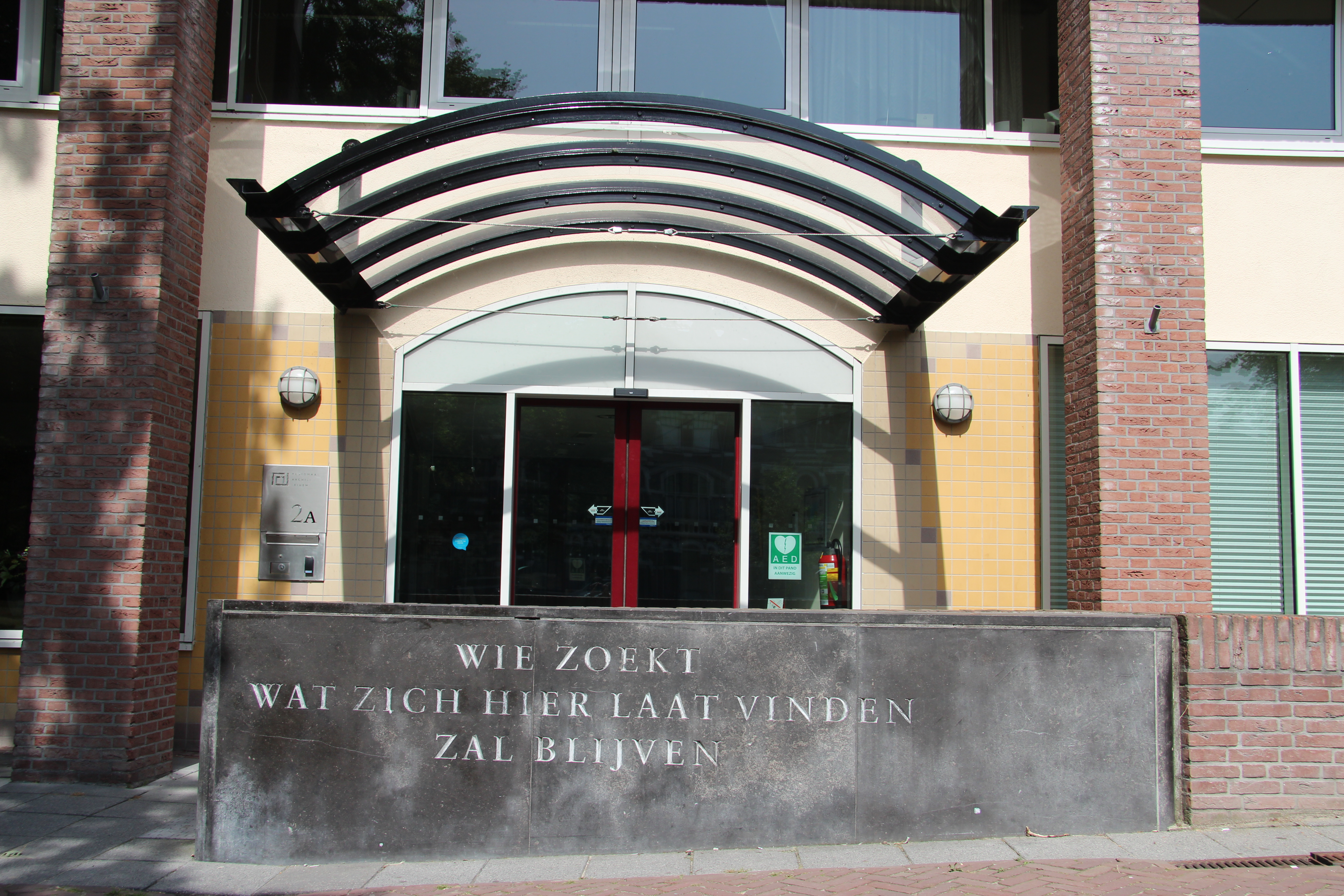
Wie zoekt wat zich hier laat vinden zal blijven (1995), Leiden
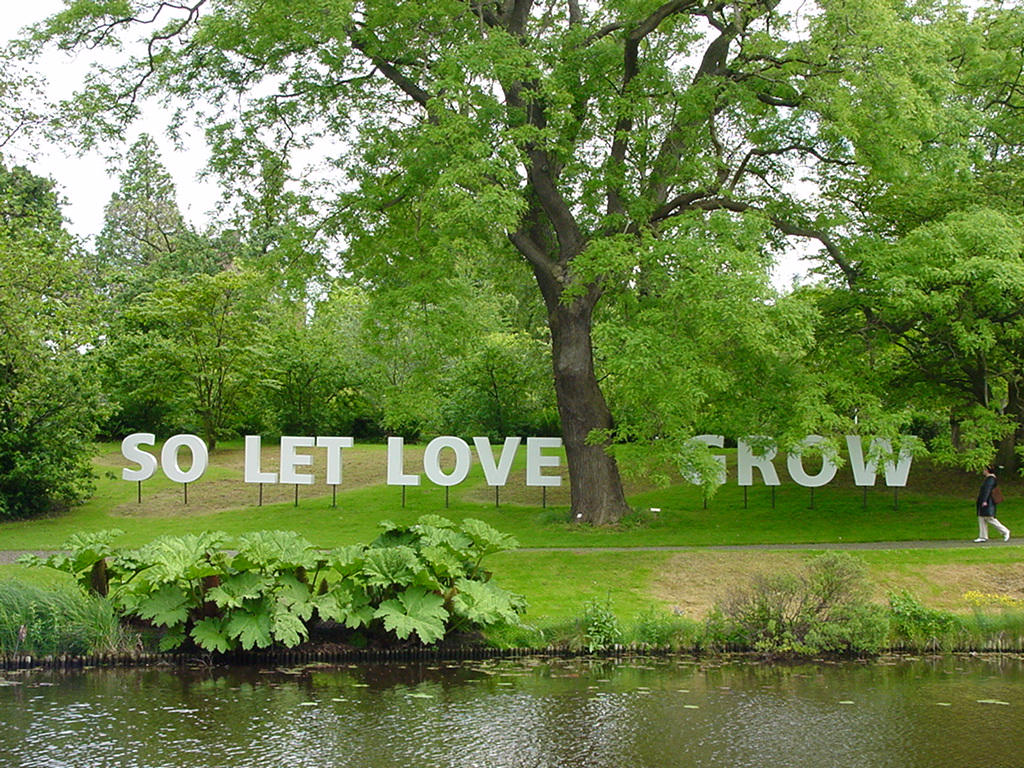
So Let Love Grow (2002), Leiden
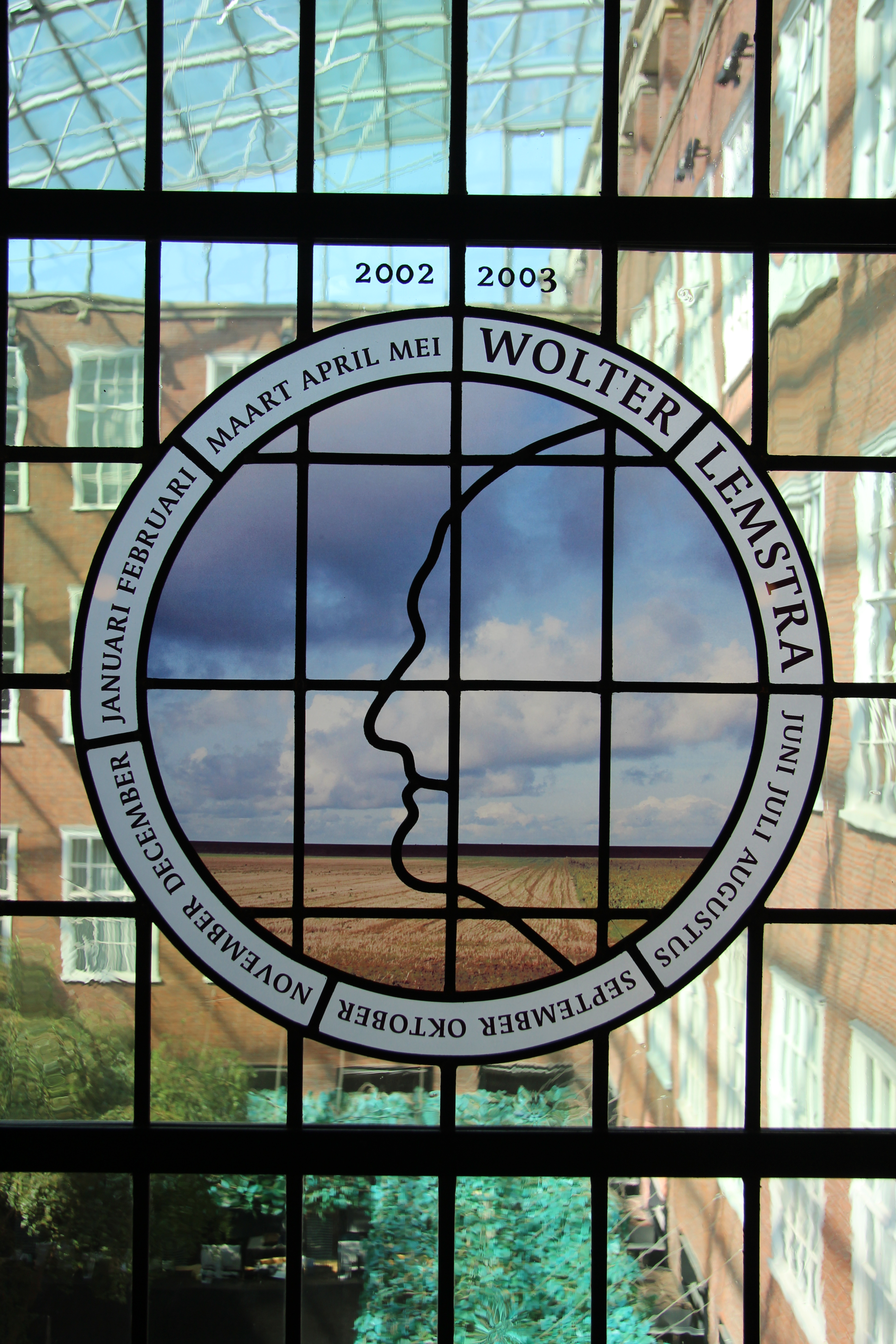
Burgemeestersraam (2003), Leiden
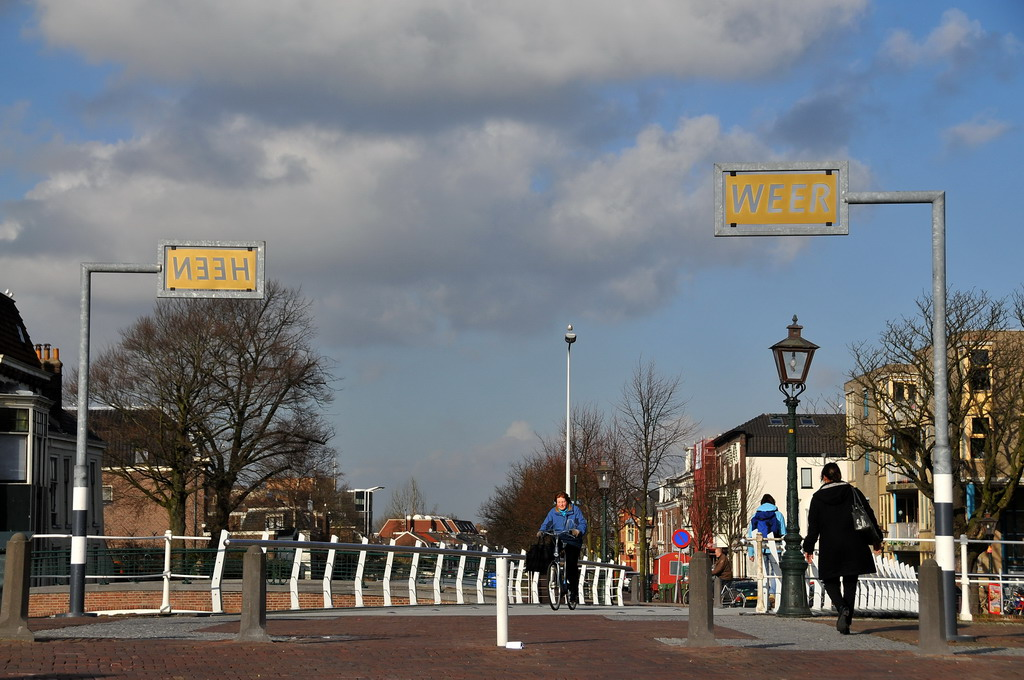
Heen en weer (2005), Leiden
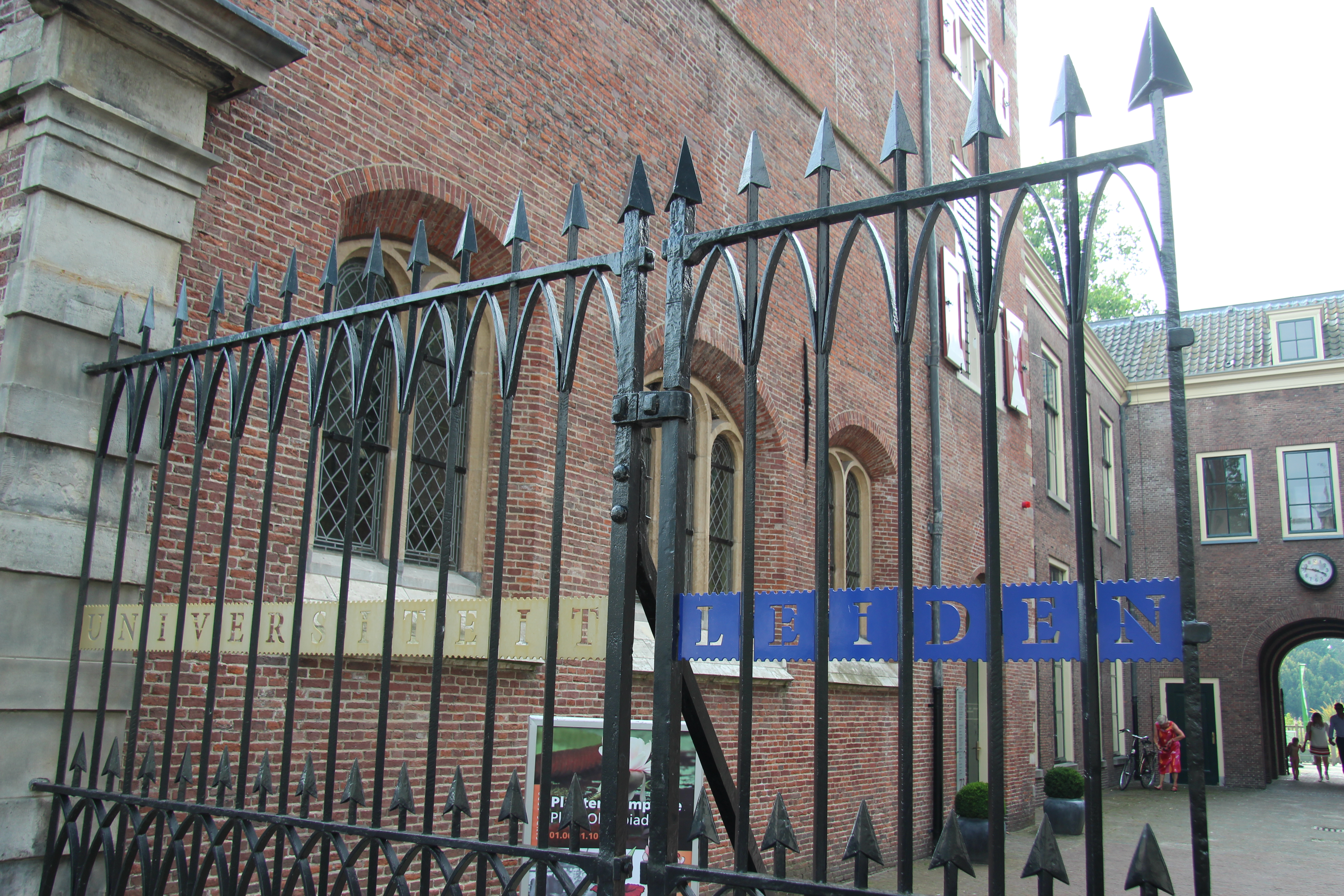
Universiteit Leiden (2010), Academiegebouw, Leiden